# إدوارد شو
إدوارد شو (5 أكتوبر 1860 - 5 نوفمبر 1937) (بالإنجليزية: Edward Shaw)‏ هو لاعب كريكت بريطاني (وحمل سابقاً جنسية المملكة المتحدة لبريطانيا العظمى وأيرلندا). شارك مع منتخب إنجلترا للكريكت.